# 클라우스 슈바프

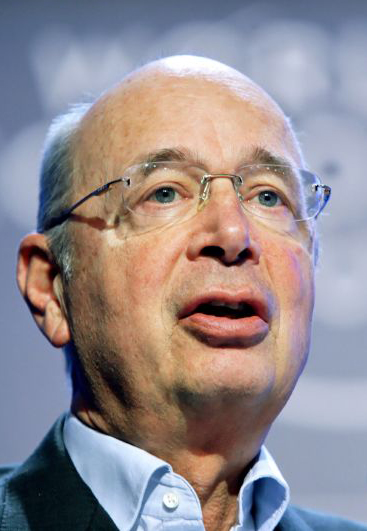
클라우스 슈밥

클라우스 슈바프(독일어: Klaus Schwab, 1938년 3월 30일 ~ )는 독일 태생의 스위스 경제학자이다.

## 학력
- 하버드 대학교 케네디행정대학원 행정학 석사
- 취리히 연방 공과대학교 공학 박사
- 프리부르 대학교 대학원 경제학 박사

## 경력
- 1971년 ~ : 세계 경제 포럼 회장, 이스라엘 벤구리온 대학교 명예교수
- 1972년 ~ 2002년: 스위스 제네바 대학교 기업정책과 교수
- 1996년 ~ 1998년: 유엔 개발 계획 부의장
- 1998년: 슈밥재단 설립